# Olceclostera indentata
Olceclostera indentata är en fjärilsart som beskrevs av William Schaus 1910. Olceclostera indentata ingår i släktet Olceclostera och familjen silkesspinnare. Inga underarter finns listade i Catalogue of Life.